# Cambí-Klasse
Die Cambí-Klasse war eine Klasse von zwei 64/66-Kanonen-Linienschiffen der spanischen Marine, die von 1718 bis 1731 in Dienst stand.

## Geschichte
Die Klasse wurde zwischen 1717 und 1719 im katalanischen Sant Feliu de Guíxols durch den Schiffbauer Bernardo Cambí gebaut. Die beiden Schiffe der Klasse wurden jeweils kurz nach ihrem Stapellauf an die spanische Marine verkauft. Die bei Planung vorgesehene Bestückung sollte aus 60 Kanonen bestehen, wobei die unterste Batterie 24-Pfünder tragen sollte. Durch die generelle Flottenplanung von Admiral Gaztañeta wurde aber die Bestückung der untersten Batterie auf 18-Pfünder geändert. Es kamen aber zum "Ausgleich" zusätzliche 4 bis 6 weitere 6-Pfünder auf den Aufbauten hinzu. Die Schiffe führten als Advocaciones (Religiöse Namen) die Bezeichnungen Santa Bartolomé und Nuestra Señora de Monserat.

## Einheiten
| Name    | Bauwerft                       | Kiellegung       | Stapellauf      | Indienststellung | Verbleib                                                                                     |
| ------- | ------------------------------ | ---------------- | --------------- | ---------------- | -------------------------------------------------------------------------------------------- |
| Cambí   | Werft in Sant Feliu de Guíxols | 21. Oktober 1717 | 24. August 1718 | September 1718   | Am 26. September 1726 westlich des Cabo de San Antonio beim Campeche-Zwischenfall verbrannt. |
| Catalán | Werft in Sant Feliu de Guíxols | September 1718   | 13. Juni 1719   | 19. Juni 1719    | Am 31. Januar 1731 außer Dienst und in Carraca abgebrochen.                                  |

## Technische Beschreibung
Die Klasse war als Batterieschiff mit zwei durchgehenden Geschützdecks konzipiert und hatte eine Länge von 42,35 Metern (Geschützdeck) bzw. 35,29 Metern (Kiel), eine Breite von 11,76 Metern und einen Tiefgang von 5,89 Metern. Sie waren Rahsegler mit drei Masten (Fockmast, Großmast und Kreuzmast). Der Rumpf schloss im Heckbereich mit einem Heckspiegel, in den Galerien integriert waren, die in die seitlich angebrachten Seitengalerien mündeten. Diese waren aus Repräsentationsgründen durch zeitspezifische Schnitzereien und Bildhauerarbeiten geschmückt. Die Beplankung war kraweel ausgeführt, das heißt, die Enden der Planken stießen stumpf aufeinander, so dass eine glatte Außenfläche entstand.
Die Bewaffnung der Schiffe bestand aus 64 bzw. 66 Kanonen.
|         | Unteres Batteriedeck | Oberes Batteriedeck | Backdeck       | Achterdeck     | Kanonen (Geschossgewicht) |
| ------- | -------------------- | ------------------- | -------------- | -------------- | ------------------------- |
| Design  | 24 × 24-Pfünder      | 26 × 12-Pfünder     | 10 × 6-Pfünder | 10 × 6-Pfünder | 60 Kanonen (218,078 kg)   |
| Cambí   | 24 × 18-Pfünder      | 26 × 12-Pfünder     | 14 × 6-Pfünder | 14 × 6-Pfünder | 64 Kanonen (190,473 kg)   |
| Catalán | 24 × 18-Pfünder      | 26 × 12-Pfünder     | 16 × 6-Pfünder | 16 × 6-Pfünder | 66 Kanonen (193,234 kg)   |

## Bemerkungen
1. ↑  Bei der Berechnung des Gewichtes einer Breitseite kann es zu Unterschieden kommen, da in der damaligen Zeit ein Pfund, je nach Land, unterschiedliche Gewichtswerte hatte. Das spanische Libra hatte z. B. ein Gewicht von 460,08 Gramm, während das englische Pound ein Gewicht von 453,592 Gramm hatte.